# Svanbergite
La svanbergite è un minerale appartenente al gruppo della beudantite descritto nel 1854 in base ad un ritrovamento avvenuto presso la cava di Hålsjöberg nei pressi di Torsby, contea di Värmland, Svezia. Il nome del minerale è stato attribuito in onore del mineralogista svedese Lars Fredrik Svanberg, figlio di Jöns Svanberg.
Questo minerale è l'analogo della woodhouseite contenente stronzio in sostituzione del calcio.

## Morfologia
La svanbergite si trova in forma massiva o granulare e in cristalli romboedrici forse pseudocubici fino a 5 mm.

## Origine e giacitura
La svanbergite si rinviene in giacimenti metamorfici alluminosi di medio grado, nei giacimenti di bauxite oppure può essere prodotto di alterazione di argille solfatiche nelle vene idrotermali in sostituzione dell'apatite associata a pirofillite, kyanite, andalusite, lazulite, augelite, alunite, caolinite e quarzo.